# Carlos Ruiz Herrero
Carlos Ruiz Herrero es un exfutbolista profesional español. Nació en Bilbao, Vizcaya, el 7 de junio de 1948. Jugaba de delantero centro y su primer equipo fue el Athletic Club.

## Biografía
Jugó desde joven en el Begoña y en el C. D. Guecho hasta 1969. Ese año se incorporó al Bilbao Athletic, que sufrió el descenso de categoría en 1970.
Debutó en la Primera División, el 12 de septiembre de 1970, en el partido Athletic Club 1 - 1 F. C. Barcelona. Con el Athletic jugó 275 partidos y logró 115 goles. Además, ganó una Copa del Rey y consiguió el Trofeo Pichichi al marcar 19 goles en la temporada 1974-75. En 1981 fichó por el R. C. D. Español, equipo en el que jugó una temporada antes de retirarse. En total, jugó 234 partidos en Primera División, marcando 83 goles.
Tras su retirada trabajó como médico durante más de una década en diversos equipos inferiores de la RFEF.
El 20 de septiembre de 2019, con motivo del trigésimo aniversario de la muerte de Gaetano Scirea, regresó a Turín para dar la camiseta que había intercambiado en la final de la Copa de la UEFA  al hijo de Gaetano .

## Selección nacional
Nunca ha sido internacional con la selección absoluta, aunque sí jugó con la sub-21 en una ocasión. Fue el 30 de noviembre de 1977, contra Yugoslavia, en un partido  disputado en el Estadio Manuel Martínez Valero de Elche.

## Clubes
| Club            | País   | Año       |
| --------------- | ------ | --------- |
| Bilbao Athletic | España | 1969-1970 |
| Athletic Club   | España | 1970-1981 |
| RCD Español     | España | 1981-1982 |

## Palmarés

### Campeonatos nacionales
| Título                | Club          | País   | Año  |
| --------------------- | ------------- | ------ | ---- |
| Copa del Generalísimo | Athletic Club | España | 1973 |

### Distinciones individuales
| Distinción      | Año  |
| --------------- | ---- |
| Trofeo Pichichi | 1975 |